# En algun racó de la memòria
En algun racó de la memòria (títol original en anglès: Reign Over Me) és una pel·lícula estatunidenca de Mike Binder estrenada el 2007 i doblada al català.

## Argument
Un home que ha perdut la seva família en els atemptats de l'11 de setembre de 2001 a Ciutat de Nova York mai no s'ha recuperat d'aquell trauma. Un amic, que l'ha conegut d'estudiant i que treballa avui com a dentista, provarà l'impossible per fer-li oblidar la seva tristesa i retornar-li el gust a la vida.
Alan Johnson, casat i pare de família, treballa com a dentista en un gabinet. Un dia, de tornada al seu domicili, veu el seu amic Charlie, que ha perdut de vista des de fa algun temps, sortir d'una quincalleria. Charlie, que Alan ha conegut d'estudiant i que va ser el seu coarrendatari, té un greu trauma, ja que ha perdut la seva dona i les seves tres filles en els atemptats de l'11 de setembre de 2001, oblidant totalment els seus parents i no parla als seus sogres. Alguns dies més tard, Alan veu de nou Charlie i s'hi acosta per proposar-li prendre un cafè, per tal de recuperar el temps perdut.

## Repartiment
- Adam Sandler: Charlie Fineman
- Don Cheadle: Alan Johnson
- Jada Pinkett Smith: Janeane Johnson
- Liv Tyler: la doctora Angela Oakurst
- Saffron Burrows: Donna Remar
- Donald Sutherland: el jutge Raines
- Cicely Tyson: Miriam
- Jonathan Banks: Stelter
- Mike Binder: Bryan Sugarman
- John de Lancie: Nigel Pennington
- Ted Raimi: Peter Savarino
- Paul Butler: George Johnson
- B.J. Novak: Fallon
- Camille La Che Smith: Cherie Johnson
- Imani Hakim: Jocelyn Johnson

## Al voltant de la pel·lícula
- És el tercer llargmetratge on Adam Sandler canvia de registre, amb un paper diferent - després de Punch Drunk Love i Spanglish - del que encarna en les comèdies, gènere amb el que ha fet la seva fama. Dos anys més tard, el seu amic i company Judd Apatow li confiarà el paper d'un humorista enfrontat a la malaltia en la comèdia dramàtica Funny People.